# چیزه
چیزه، روستایی از توابع بخش طارم سفلی شهرستان قزوین در استان قزوین ایران است.
این روستا غربی ترین نقطه بخش طارم سفلی از لحاظ مختصات جغرافیایی و مسکونی بودن است.

## جمعیت
این روستا در دهستان چوقور قرار دارد و براساس سرشماری مرکز آمار ایران در سال ۱۳۸۵، جمعیت آن ۵۰ نفر (۱۴خانوار) بوده‌است.

## ویژگی ها
روستای چیزه دارای آب و هوای کوهستانی بوده و از جاذبه های آن چشمه های آب معدنی با خاصیت درمانی میباشد.
زبان روستا ترکی آذربایجانی میباشد.
منبع اصلی درآمد اهالی روستا از طریق کشاورزی و دامپروری میباشد.

## منابع معدنی

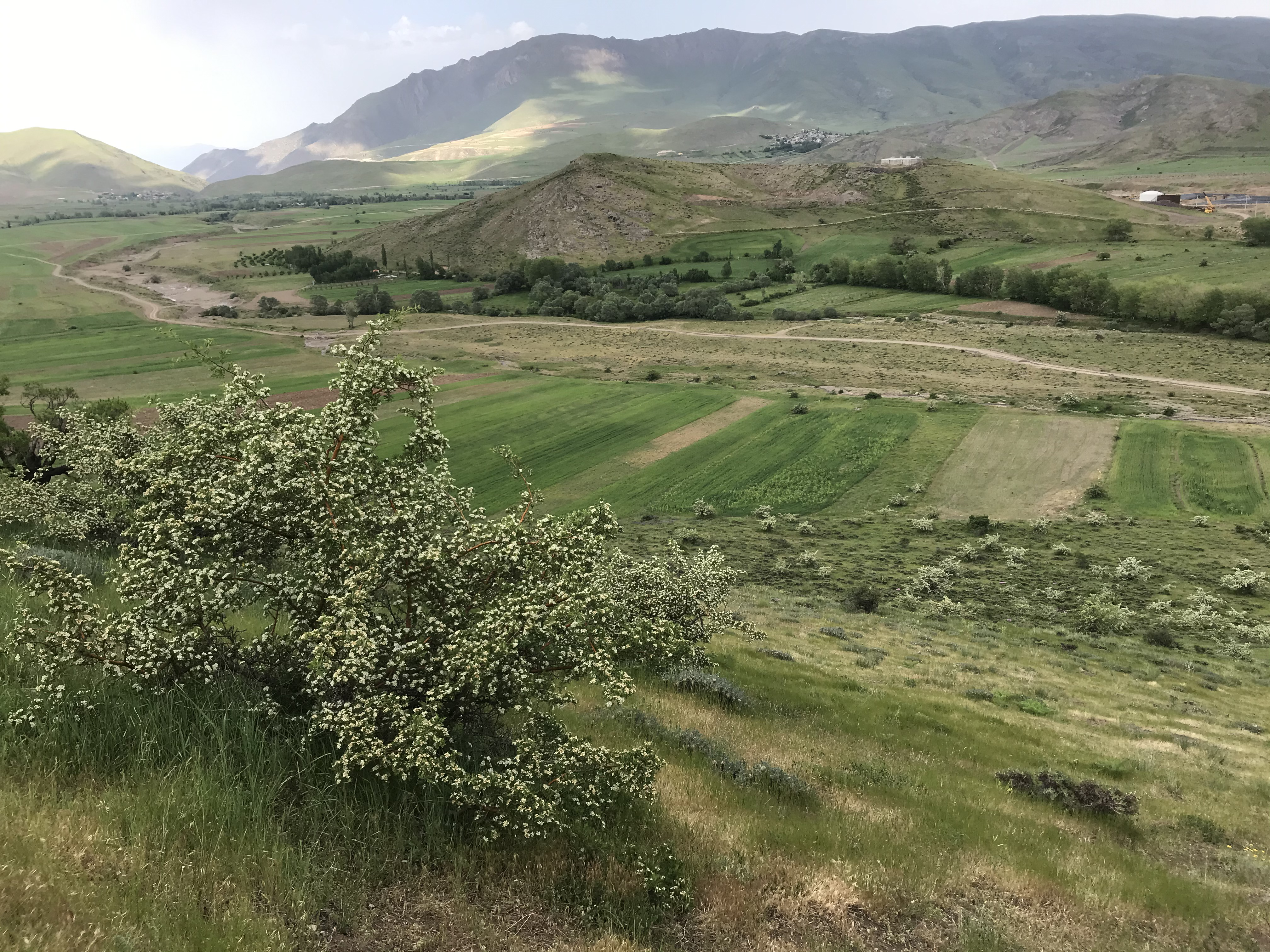
طبیعت روستای چیزه 1

## تصاویر

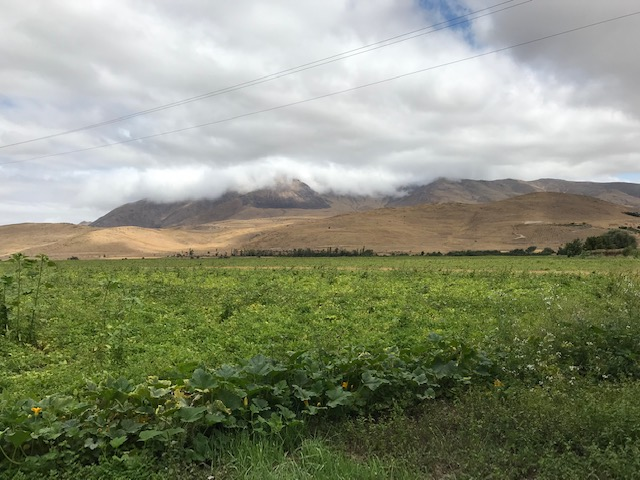
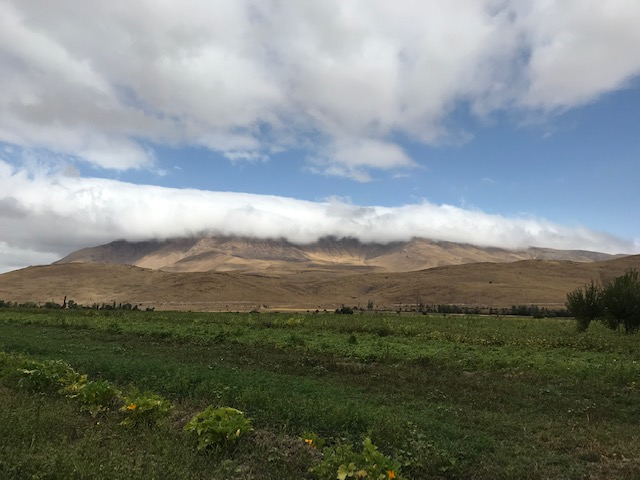

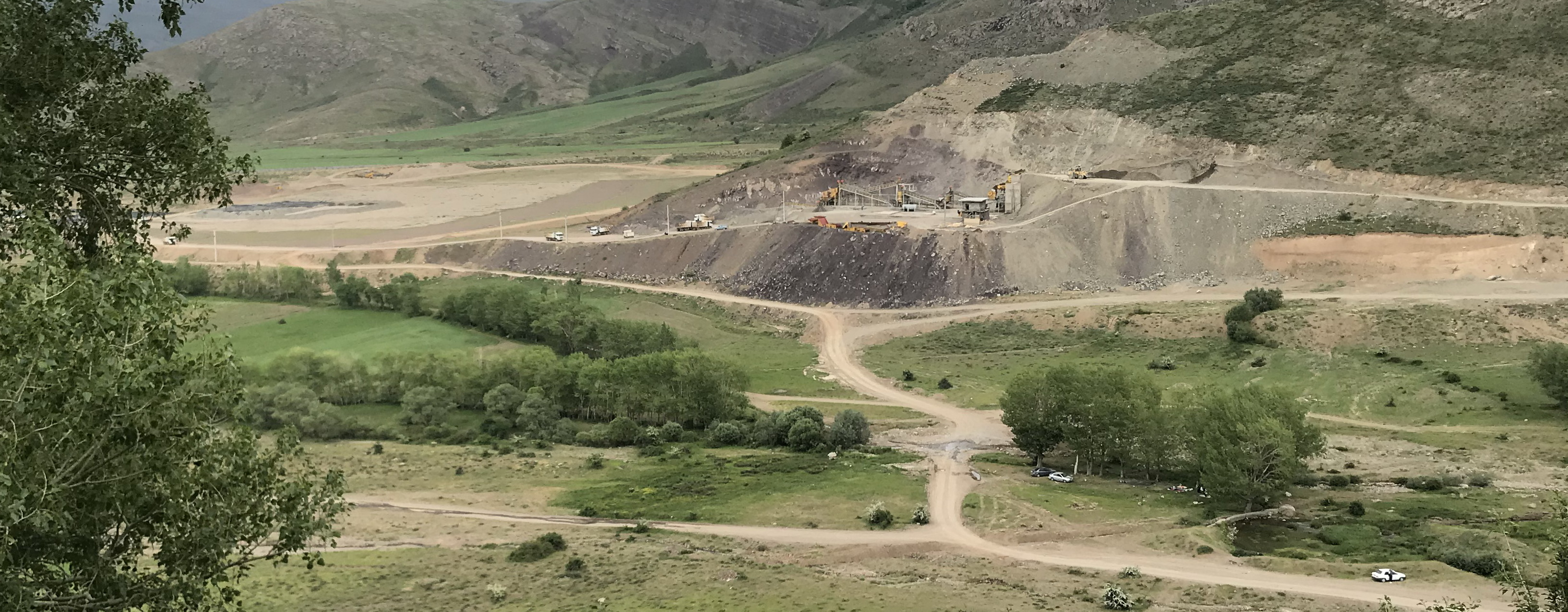
File:تصویر معدن.jpg

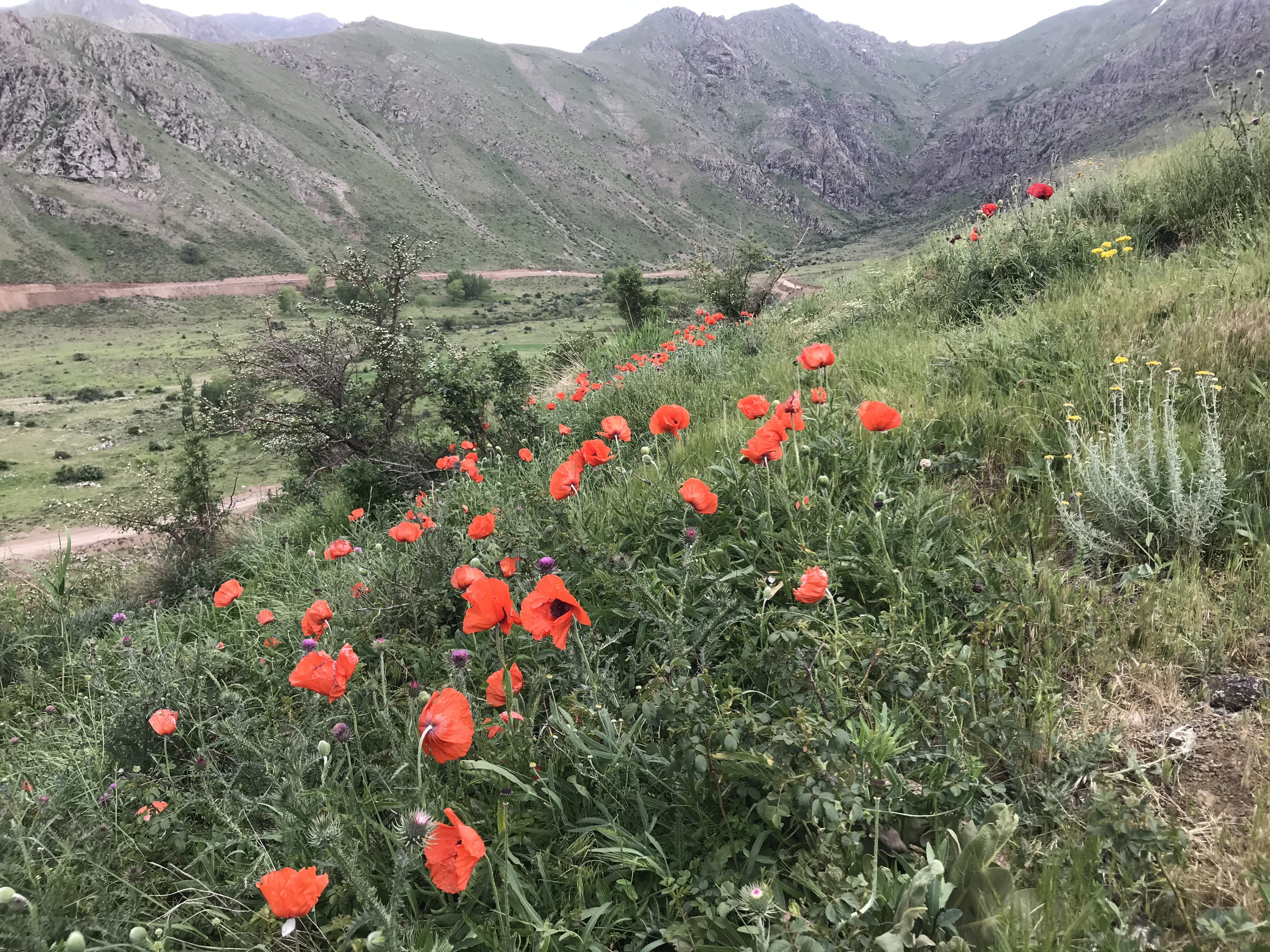
طبیعت روستای چیزه